# Tlumačov, Domažlice
Tlumačov là một làng thuộc huyện Domažlice, vùng Plzeňský, Cộng hòa Séc.